# الكساري (ذي السفال)

تعديل مصدري - تعديل

الكساري هي إحدى قرى عزلة حبير بمديرية ذي السفال التابعة لمحافظة إب، بلغ تعداد سكانها 132 نسمة حسب تعداد اليمن لعام 2004.